# Os Amigos (filme)
Os Amigos é um filme de drama brasileiro de 2014 dirigido e escrito por Lina Chamie. O filme é protagonizado por Marco Ricca no papel de um arquiteto que acaba de perder seu amigo de infância e passa por um momento difícil de sua vida. O elenco secundário é composto por Dira Paes, Sandra Corveloni, Alice Braga, Caio Blat, Fernando Alves Pinto, Rodrigo Lombardi e Teka Romualdo.
Os Amigos estreou em 14 de agosto de 2013 no Festival de Gramado e foi lançado no Brasil em 27 de novembro de 2014 pela Imovision. O filme foi recebido com avaliações positivas da crítica especializada, que em geral destacou o trabalho de direção de Lina Chamie, o desempenho do elenco, em especial de Marco Ricca, e o trabalho de montagem. Em seu lançamento comercial, o filme registrou uma bilheteria de cerca de cinco mil espectadores, gerando uma receita de R$ 66 mil.

## Enredo
Théo (Marco Ricca) é um arquiteto solitário que atravessa uma fase desafiadora em sua vida devido à perda de seu melhor amigo na infância. Sua figura de apoio no presente é Majú (Dira Paes), uma mãe de duas crianças que está constantemente tentando arranjar uma namorada para ele. Ao longo do dia, Téo se perde em uma imersão de memórias do passado, o que o leva a visitar Lígia (Sandra Corveloni), a viúva de seu amigo, ao mesmo tempo em que enfrenta as demandas de seu trabalho.

## Elenco
- Marco Ricca como Théo
- Dira Paes como Maria Júlia "Majú"
- Sandra Corveloni como Lígia
- Alice Braga como Júlia
- Caio Blat como Thiago
- Fernando Alves Pinto como Paulo
- Rodrigo Lombardi como Rogério
- Teka Romualdo como Dona Julieta
- Otávio Martins como Juliano
- Maria Manoella como Manuela
- Edgar Castro como Padre
- Rodrigo Fregnan como Engenheiro Dunga
- Martha Nowill como Mãe de Juliano
- Giulio Lopes como Pai de Juliano
- Fredy Allan como Cassiano
- Isabel Teixeira como Mãe de Jorge
- Poliana Pieratti como Ana "Aninha"
- Selma Egrei como dona da loja de brinquedos
- Lucas Zamberlan como Théo (criança)
- Davi Galdeano como Juliano (criança)
- Gregório Musatti Cesare como Caíto
- Julia Weiss como Manon
- Natan Felix como Vinícius
- Mateus Restiffe como Orácio

## Produção

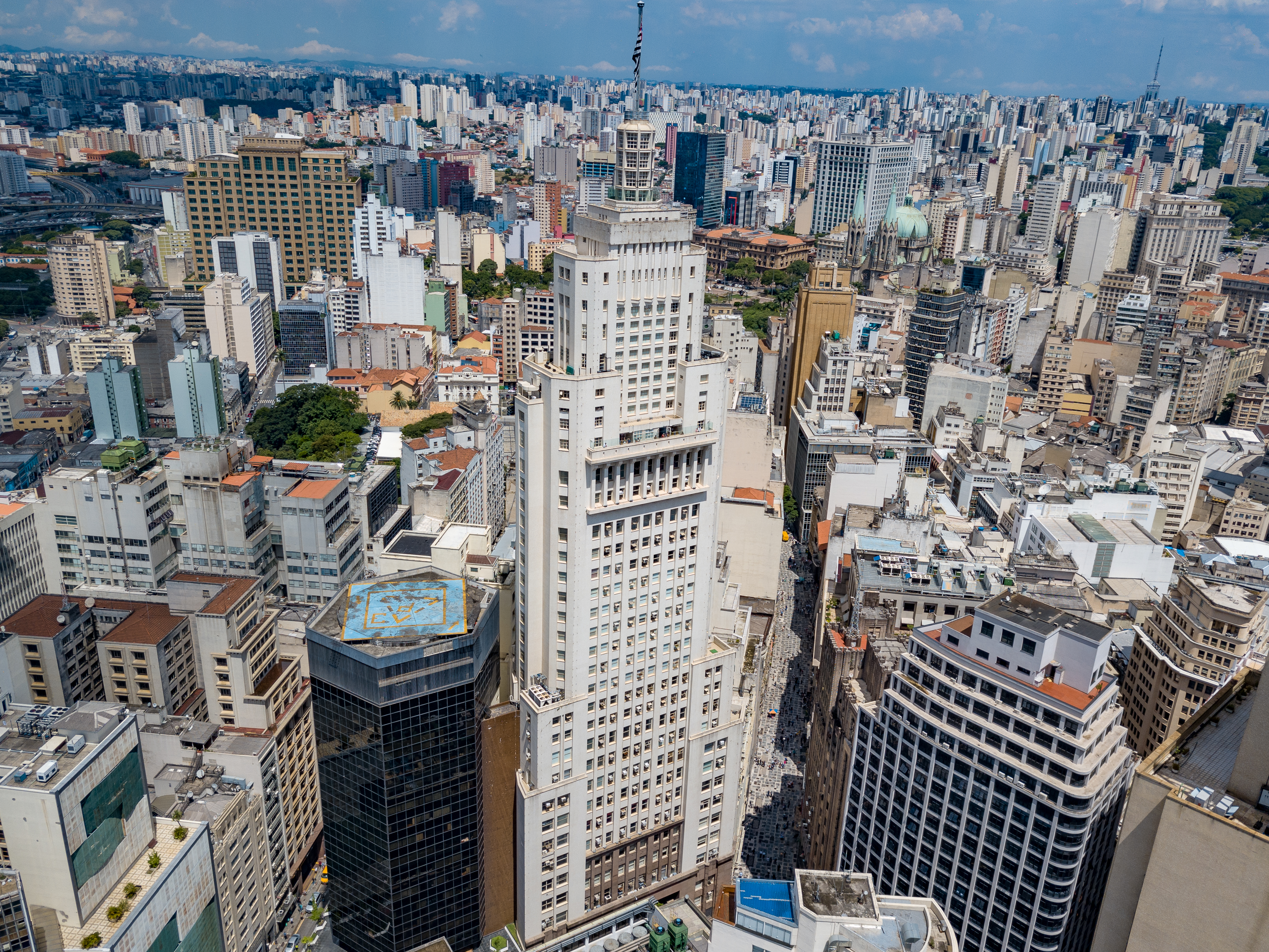
O filme foi gravado em São Paulo e tem a cidade como um elemento importante para a construção da história.

Da mesma forma que fez em seus dois longas anteriores, Tônica Dominante e A Via Láctea, a diretora paulistana Lina Chamie utiliza a cidade de São Paulo como um elemento narrativo poderoso em Os Amigos. A metrópole paulista se destaca no horizonte e na tela desde a cena de abertura, quando Théo, interpretado por Marco Ricca, desperta e o primeiro gesto que realiza é abrir a janela para contemplar a cidade. Diversas referências artísticas foram fundamentais para a criação do filme Os Amigos. Entre elas, destaca-se a influência da jornada de Ulysses, narrada por James Joyce, o poema "Fábula de um Arquiteto", escrito por João Cabral de Melo Neto, e o conto "Os Amigos dos Amigos", de Henry James, que inspirou o título da obra cinematográfica. A trama do filme desenrola-se ao longo de um único dia, assim como ocorre no último filme dirigido por Lina Chamie, A Via Láctea (2006). No entanto, a diretora ressalta que essa é a única similaridade entre os dois projetos, uma vez que Os Amigos apresenta uma narrativa substancialmente mais descomplicada e linear.

### Trilha Sonora
Com sua sólida formação musical, Lina Chamie mais uma vez demonstra total domínio e sensibilidade ao incorporar trechos de compositores como Camille Saint-Saens (em uma sequência notável no zoológico, criando um motivo musical para cada animal), Edvard Grieg e Benjamin Britten em Os Amigos. Essas inserções musicais constroem texturas dentro do filme, camadas sobre camadas, que conferem a ele uma consistência dramática e cinematográfica singular.

## Lançamento
Os Amigos teve sua première em 14 de agosto de 2013 durante o 41° Festival de Cinema de Gramado, no Rio Grande do Sul. Em 28 de setembro, foi apresentado no Festival Internacional de Cinema do Rio de Janeiro. Em outubro, no dia 26, estreou na 37ª Mostra Internacional de Cinema de São Paulo. O filme foi lançado no circuito comercial de cinemas do Brasil em 27 de novembro de 2014, com distribuição da Imovision.

## Recepção

### Bilheteria
O filme não obteve sucesso comercial. Em seu lançamento, ocupou 24 salas de cinema pelo Brasil. De acordo com os dados publicados no Anuário Estatístico do Cinema Brasileiro de 2014, ao todo, o filme registrou um público de 5.166 espectadores, o que gerou uma receita de R$ 66.061,81. No ranking de filmes brasileiros lançados em 2014, o filme ocupou a 52ª posição.

### Análise da crítica

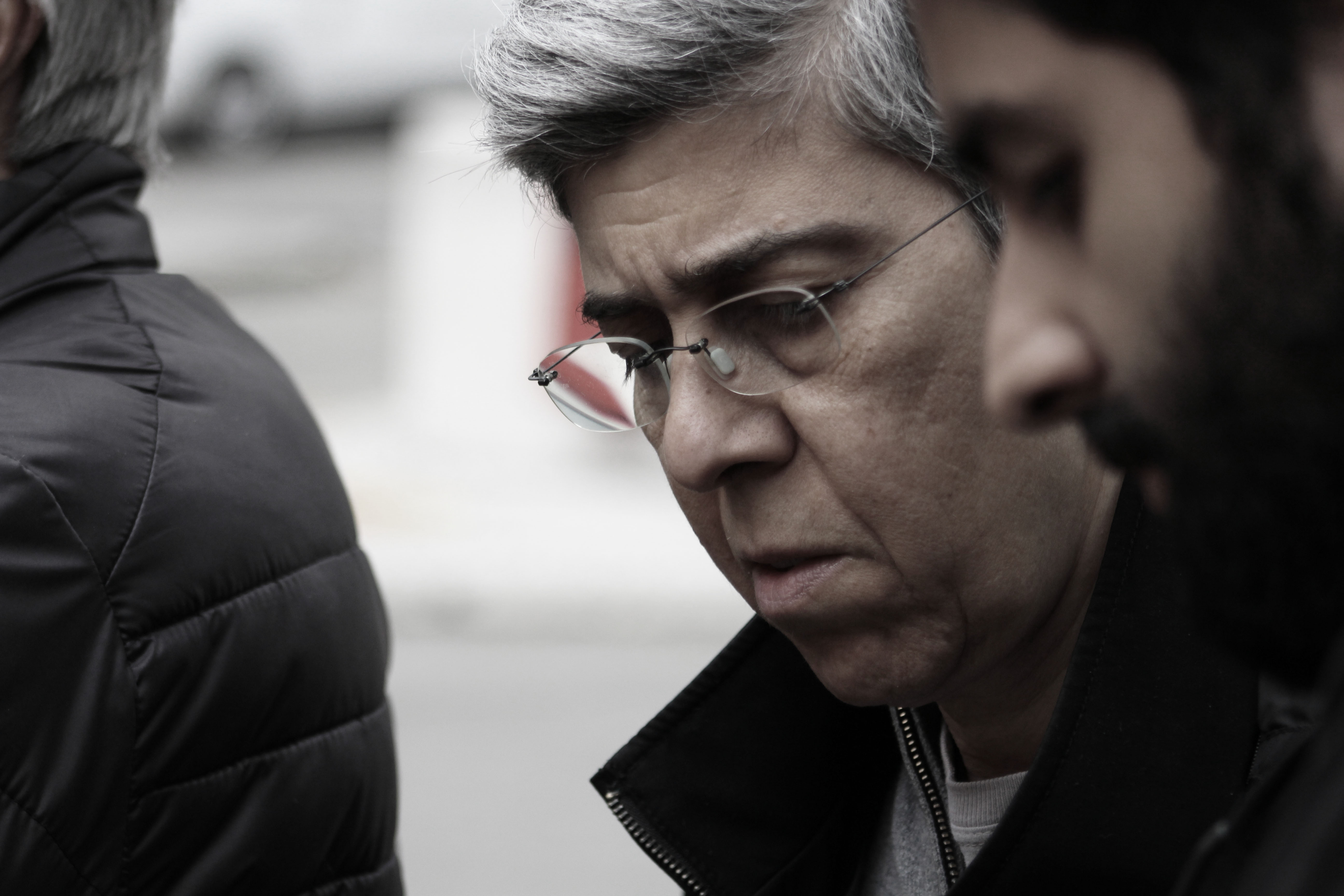
A direção de Lina Chamie foi pontuada como um dos destaques do filme.

Os Amigos recebeu avaliações positivas dos críticos em geral, que elogiaram a direção de Chamie e as atuações, particularmente as de Marco Ricca e Dira Paes. No agregador AdoroCinema, a obra possui uma média de 3,5 de 5 estrelas (). A crítica do próprio site o classifica com 4 de 5 estrelas e diz: "é um filme bastante humano, que oferece ao espectador soluções criativas para contar uma história que surpreende. É bem verdade que por vezes Lina Chamie apela a clichês mais do que conhecidos para cativar o público, como nas sequências com um cachorro e as várias brincadeiras com os filhos de Majú, mas elas funcionam tão bem dentro deste clima de autorreflexão que aos poucos mostra que a vida vale sim a pena que são até mesmo perdoáveis". O filme recebeu elogios durante sua estreia no Festival de Gramado. O júri do festival considerou a edição de Karen Harley como um dos pontos altos do filme, premiando-a com o Kikito.
Em sua análise para o site Almanque Virtual, Emmanuela Vieira compartilhou sua perspectiva sobre o filme, afirmando em determinados momentos, o filme solicita ao espectador uma apreciação singular, afastando-se do julgamento usual que advém de uma perspectiva adulta monótona e inflexível. Sem temer, o filme se permite adotar uma abordagem infantilizada no meio do turbilhão da vida cotidiana, com o objetivo inequívoco de despertar emoções profundas. Rapahel Camacho, para o CinePOP, disse: "As palavras de amizade e conforto podem ser curtas e sucintas, mas o seu eco é infindável. [...] O  simpático filme Os Amigos é uma fábula moderna sobre um homem e suas depressões cotidianas causadas por abalos emocionais em muitos campos de sua vida". Neusa Barbosa, crítica do site Cineweb, pontuou que o filme revela-se como um filme intimista, no qual o coração da diretora-roteirista, assim como o de todos os atores e técnicos envolvidos, transborda para a tela, envolvendo afetuosamente o público. Barbosa ainda destacou a cuidadosa montagem de Karen Harley, que contribui de forma sutil para essa experiência emocional.
José Geraldo Couto, do Instituto Moreira Salles, destacou que a habilidade de Lina Chamie reside na capacidade de manter um conjunto coeso e envolvente de focos narrativos em seu filme. Isso inclui o pequeno drama da empregada doméstica de Theo, em meio a uma viagem de ônibus pela cidade alagada. Mesmo assim, a diretora consegue preservar o ritmo e a vibração poética da obra. Da Folha de S.Paulo, Alexandre Agabiti Fernandez escreveu: "Sem a pretensão de dar respostas aos dramas dos personagens, Os Amigos celebra com poesia a força dos afetos que sustentam a amizade - tema relativamente pouco explorado pelo cinema contemporâneo". Já Roger Lerina, do website Zero Hora, criticou o filme e disse: "Essa pequena odisseia do protagonista pela cidade é pontuada por antigos ressentimentos e novas alegrias, reflexões existenciais e singelas epifanias, visões que capturam tanto a beleza quanto a feiura da urbe."

### Prêmios e indicações

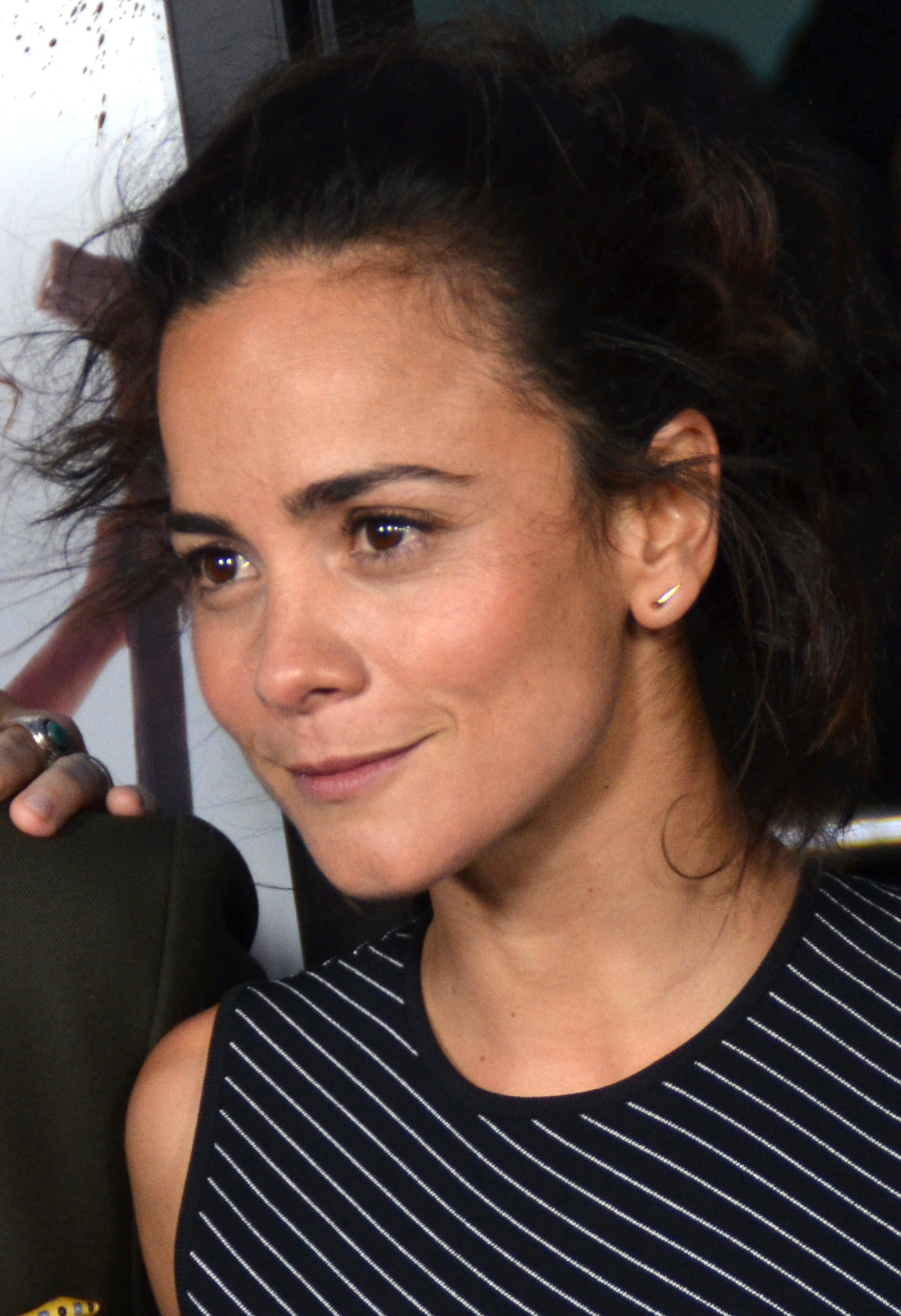
Alice Braga foi indicada ao prêmio da Academia Brasileira de Cinema como melhor atriz coadjuvante

O filme foi apresentado para a competição oficial do 41° Festival de Gramado, onde concorreu como melhor filme, mas perdeu para Tatuagem, de Hilton Lacerda. No entanto, recebeu o Troféu Kikito de Melhor Montagem para Karen Harley. Na 14ª edição do Grande Otelo, premiação da Academia Brasileira de Cinema, o filme recebeu duas nomeações, de Melhor Atriz Coadjuvante para Alice Braga e Melhor Trilha Sonora para Lina Chamie. Já no 20° Prêmio Guarani, premiação organizada pela crítica de cinema, Os Amigos foi nomeado na categoria melhor elenco, a qual é destinada ao produtor de elenco do filme, para Patrícia Faria.
| Ano  | Associações                         | Categoria                                | Recipiente(s)  | Resultado | Ref.   |
| ---- | ----------------------------------- | ---------------------------------------- | -------------- | --------- | ------ |
| 2013 | Festival de Cinema de Gramado       | Melhor Filme (longa-metragem brasileiro) | Os Amigos      | Indicado  | [ 11 ] |
| 2013 | Festival de Cinema de Gramado       | Melhor Montagem                          | Karen Harley   | Venceu    | [ 11 ] |
| 2015 | Grande Prêmio do Cinema Brasileiro  | Melhor Atriz Coadjuvante                 | Alice Braga    | Indicada  | [ 16 ] |
| 2015 | Grande Prêmio do Cinema Brasileiro  | Melhor Trilha Sonora                     | Lina Chamie    | Indicada  | [ 16 ] |
| 2015 | Prêmio Guarani de Cinema Brasileiro | Melhor Elenco (produtor de elenco)       | Patrícia Faria | Indicada  | [ 17 ] |